# Stráň (Potůčky)
Stráň (německy Ziegenschacht) je malá vesnice a část obce Potůčky v okrese Karlovy Vary v Karlovarském kraji. Nachází se asi jeden kilometr jihozápadně od Potůčků. Prochází zde silnice II/221. Stráň leží v katastrálním území Potůčky o výměře 32,02 km².

## Název
Původní německý název Ziegenschacht vznikl složením obecných jmen Schacht a Ziege, z nichž první bylo nářečním označením menšího lesíka a druhé znamená koza.

## Historie
První písemná zmínka o vesnici pochází z roku 1726.

## Obyvatelstvo
| Rok            | 1869 | 1880 | 1890 | 1900 | 1910 | 1921 | 1930 | 1950 | 1961 | 1970 | 1980 | 1991 | 2001 | 2011 | 2021 |
| -------------- | ---- | ---- | ---- | ---- | ---- | ---- | ---- | ---- | ---- | ---- | ---- | ---- | ---- | ---- | ---- |
| Počet obyvatel | 150  | 178  | 164  | 240  | 266  | 220  | 212  | 88   | 50   | 49   | 16   | 17   | 12   | 34   | 43   |
| Počet domů     | 20   | 23   | 24   | 27   | 27   | 26   | 27   | 23   | 23   | 11   | 4    | 6    | 3    | 12   | 14   |

## Pamětihodnosti
- památný strom Maxův javor u Kozího potoka

## Galerie

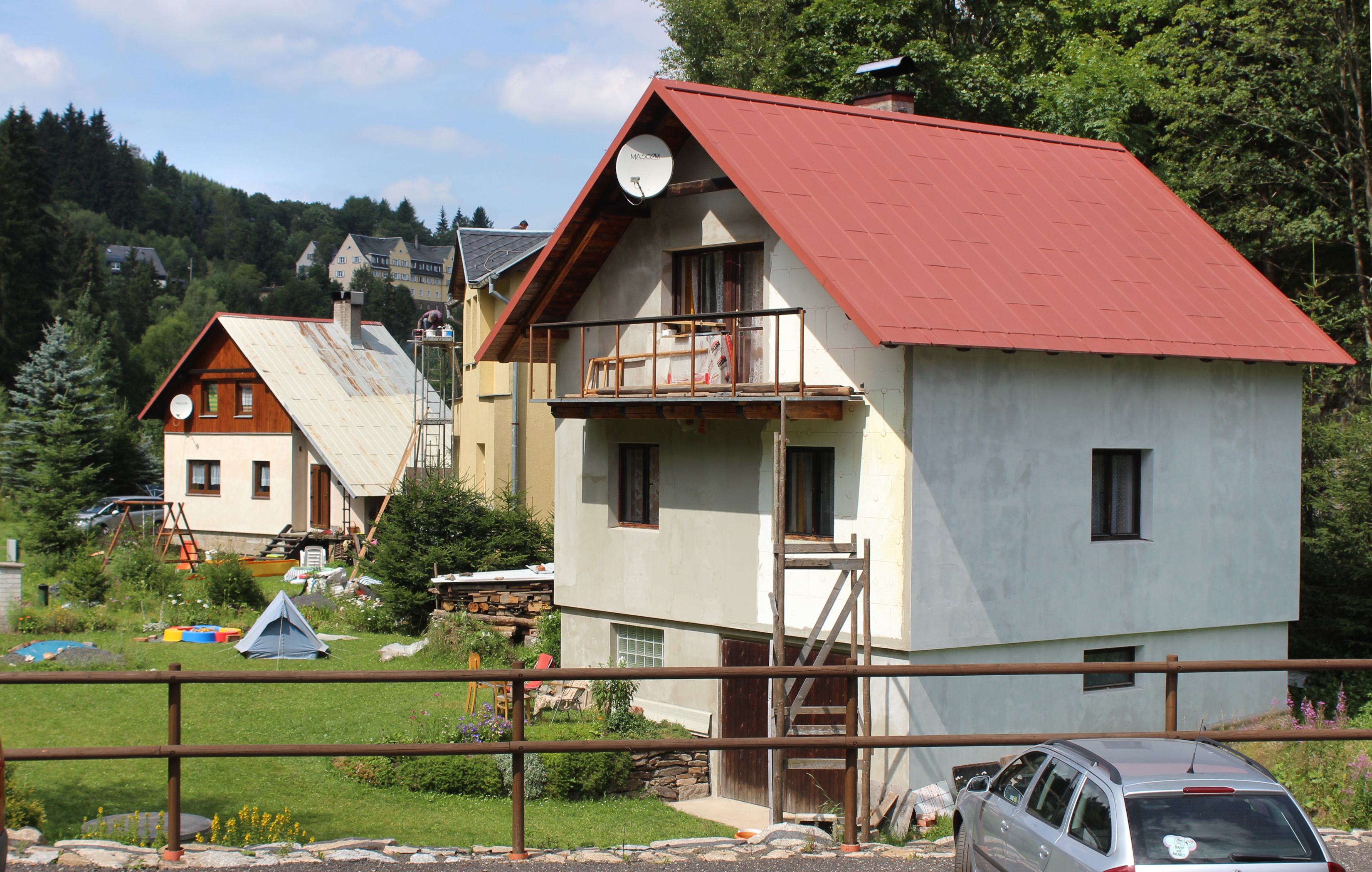
Vilky u silnice
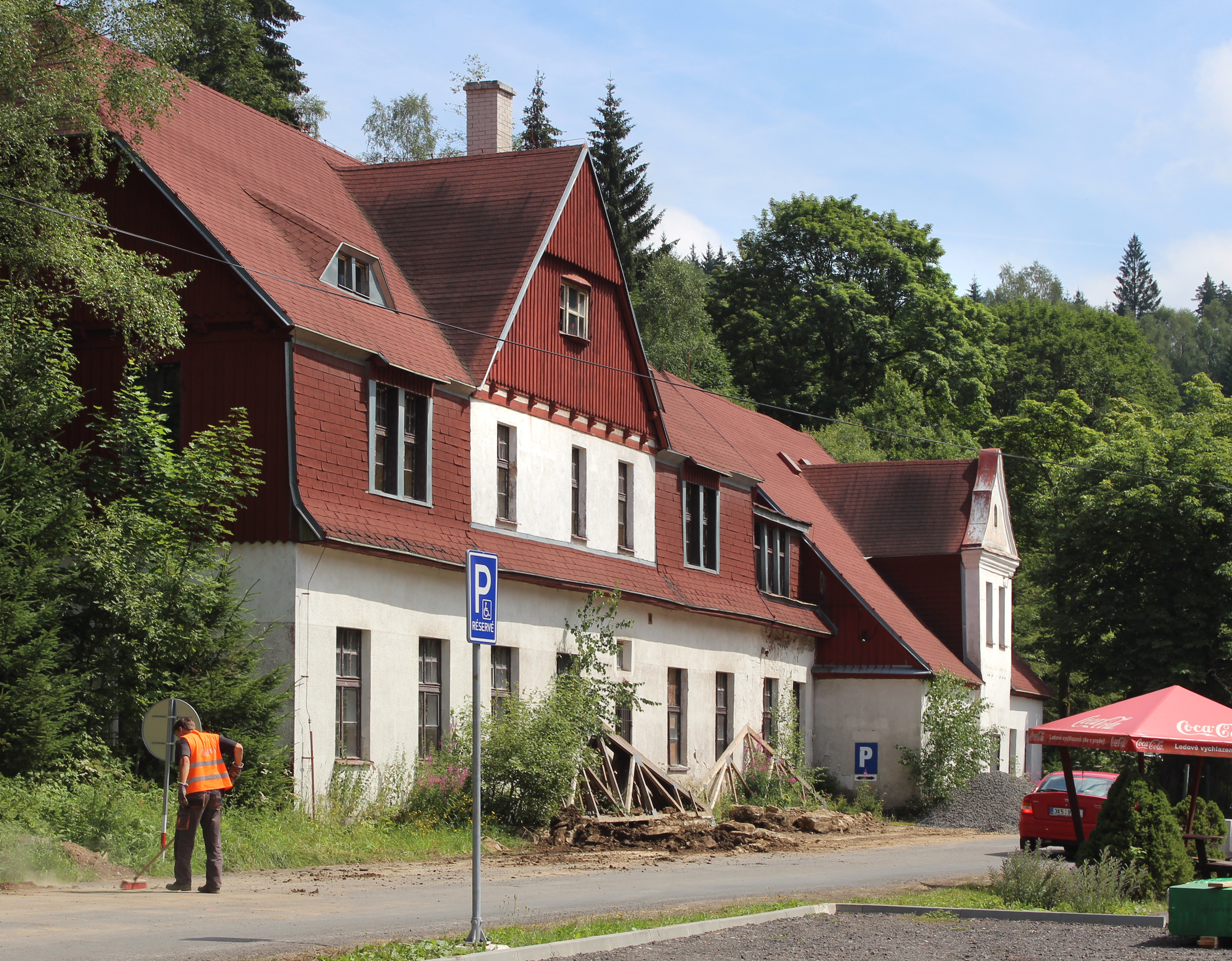
Dům čp. 7
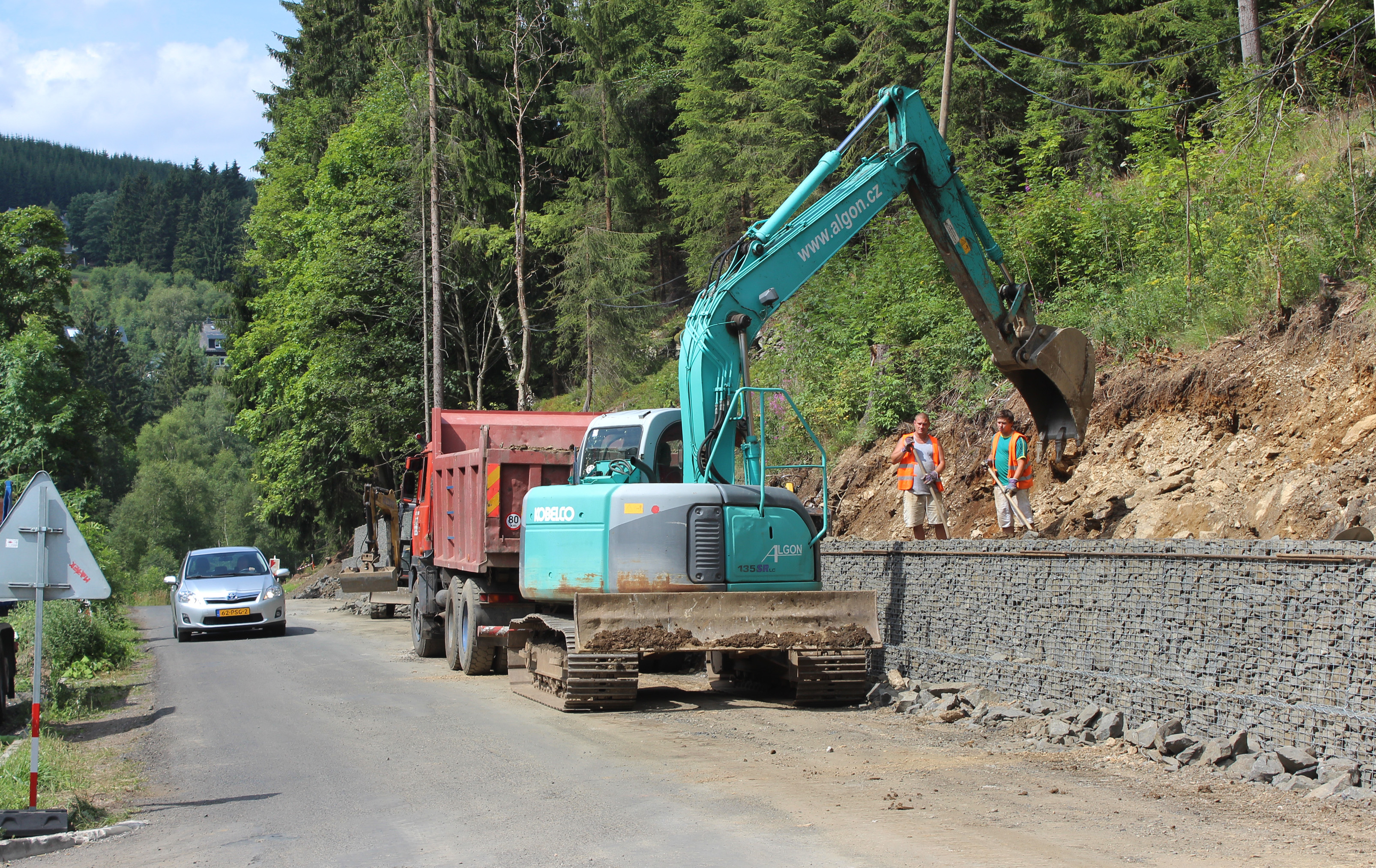
Opravovaná silnice